# Kontinuasom
Pour plus de détails, voir Fiche technique et Distribution.
Kontinuasom est un film documentaire hispano-cap-verdien réalisé en 2009.

## Synopsis
Beti est danseuse au sein du groupe Raiz di Polon, au Cap-Vert. Elle reçoit une proposition de Lisbonne : participer à un spectacle de musiques cap-verdiennes et commencer une nouvelle carrière là-bas. Cette offre libère en elle le sentiment profond et le conflit typiquement cap-verdien : une identité construite par la diaspora siècle après siècle. Les doutes, la mélancolie, le déracinement planent sur elle et l’influencent dans sa prise de décision. Le dilemme de tout Cap-verdien : le désir de partir, le désir de revenir… exprimé et concentré dans la musique, identité culturelle de tout un peuple.

## Fiche technique
- Réalisation : Óscar Martínez
- Production : Útopi ASAD Animasur. RTCV (Radio Televisión Cabo Verde)
- Scénario : Francisco Pascual
- Image : David Dominguez
- Son : Alvaro Silva Manu Robles
- Montage : Noemi García Irene Cardona Raquel Conde